# Skorpionen
Skorpionen (Scorpius) er et stjernebillede på den sydlige himmelkugle.